# Parti de l'unité pan-éthiopienne
Le Parti pour l'unité de tous les éthiopiens, en amharique: የመላ ኢትዮጵያ አንድነት ድርጅት, YeMela Ityopya Andinet Deredjet (መኢአድ), est un parti politique éthiopien. Lors des élections législatives du 15 mai 2005, il faisait partie de la Coalition pour l'unité et la démocratie qui a remporté 109 des 527 sièges à la Chambre des représentants des peuples.